# 장종훈
장종훈(張鍾熏, 1968년 4월 10일 ~ )은 전 KBO 리그 한화 이글스의 내야수이자 현 세광고등학교 야구부의 인스트럭터 겸 KBO 총재 특별 보좌 및 전력 강화 위원을 맡고 있으며 선수 시절 타격 5관왕을 차지한 한화 이글스의 대표적인 프랜차이즈 스타였다. 그의 등번호 '35'번은 한화 이글스 최초 영구 결번으로 지정됐으며 2011년 KBO 리그 30주년 레전드 올스타 1루수 부문에 선정됐다.

## 선수 시절

### 아마추어 시절
청주용담초등학교 시절에 유도를 하다가 5학년 때 야구를 시작했다. 이후 세광중을 거쳐 1983년부터 1985년까지 세광고 시절에 고교 야구를 평정했다.

### 빙그레 이글스&한화 이글스시절
세광고를 졸업하고 당초 대학에 진학할 예정이었으나 입학 조건이 장학금이 아니라 300만원의 기부금이었고, 당시 그에겐 그만한 돈이 없었다. 그는 부친의 권유로 1986년에 연봉 300만원의 조건으로 신고선수이자 창단 멤버로 입단했다. 당시 감독이었던 배성서와 코치였던 이재환의 적극적인 권유로 1년 후 1987년 4월 14일 해태전에 출전하며 데뷔 첫 경기를 치렀다. 1990년 시즌 28홈런, 1991년 시즌 35홈런, 1992년 시즌 41홈런을 쳐내며 3년 연속 홈런왕을 기록했고, KBO 리그 사상 첫 40홈런 시대를 열었다. 이 기록은 1998년에 타이론 우즈가 42홈런으로 경신하기 전까지 KBO 리그 한 시즌 최다 홈런이었다. 또한 1991년 시즌에는 21도루를 기록해 20-20 클럽에 가입했으며, KBO 리그 사상 첫 세 자릿수 타점-세 자릿수 득점, 시즌 3할-30홈런-세 자릿수 타점을 기록했다. 그리고 1990년부터 1992년까지 3년 연속 홈런왕, 타점왕, 장타율 1위라는 신기록을 세웠다. 1991년과 1992년 시즌에 2년 연속 정규 시즌 MVP로 선정됐으며, 골든글러브를 5회 수상했다.
1993년부터 부상으로 인해 하향세였으나 1995년에 반등에 성공했고, 1999년 한국시리즈에서 팀의 창단 첫 우승을 이끌었다. 2000년대 들어서 성적 하락으로 인해 2005년에 7경기에만 출전했고, 2005년 9월 15일에 은퇴했다.

## 야구선수 은퇴 후
은퇴 후 이듬해부터 한화 이글스의 타격코치로 활동했고, 2012년 후쿠오카 소프트뱅크 호크스에서 코치 연수를 받은 후 한화 이글스에 복귀했다.
그러나 화려했던 선수 시절에 비해 한화 이글스의 지도자로서의 생활은 아쉬움을 남겼다. 일부 한화 이글스 팬들에게 부진한 팀 타격을 이유로 '철밥통'이라도 비난을 받았다. 결국 2014년 시즌 후 한화 이글스와 계약을 해지하고 팀을 떠났다.
시즌을 준비하며 이종운을 감독으로 선임한 롯데 자이언츠는 그를 롯데 자이언츠의 타격코치로 선임했다.
그는 2015년 시즌 롯데 자이언츠의 타격을 다시 살리기 위해선 “강민호 살리기가 최우선 과제”라며 지난 2년간 부진했던 강민호의 부활에 매진할 것을 천명했다. 강민호는 2015년 시즌 35홈런, 3할대 타율(380타수 118안타), 86타점 등을 기록함으로써 그의 노력에 화답하며 다시 부활했다.
또한 그는 2015년 시즌 자신의 거포 본능을 롯데 자이언츠 타자들에게 성공적으로 이식하며 2014년 시즌 팀 홈런 121개로 9개 구단 중 6위에 머물렀던 팀 홈런 성적을 2015년 시즌 177홈런으로 끌어올렸다. 팀 홈런 부문 10개 구단 중 넥센 히어로즈(203홈런)에 이은 리그 2위를 기록했다. 이러한 능력을 인정받아 2015년에 조아제약 프로코치상을 수상했다.

## 트리비아
- 1989년 한국시리즈 2차전에서 결정적인 실책을 저질러 역전패의 빌미를 제공한 데다 시즌 후 김진욱과의 트레이드설이 있었지만 강병철, 노진호 사장의 반대로 팀에 남았는데 나이가 들면서 배트 스피드가 갈수록 떨어진 데다 방망이가 뒤에서 돌아나와 강속구 대처가 잘 안 됐다.

이 탓인지 팀에서도 분위기 쇄신과 체질 변화를 위해 트레이드를 생각하기도 했었는데 1999년에 감독으로 부임한 이희수가 그만 가지곤 안 된다고 판단해 로마이어를 영입했으며 1989년 시즌 후 그와 김진욱의 맞트레이드설 당시 이희수의 뒤를 이어 2001년에 감독으로 부임한 이광환도 그의 비중을 줄이려고 했다.
더군다나, 2003년에 부임한 유승안은 아예 그를 대놓고 배제하려 했지만 완전히 배제하지 못했다. 감독 재임 기간 동안 노장 선수들을 지나치게 외면한 탓인지 많은 팬들의 반발을 사 재계약에 실패했다.

## 출신 학교
- 이수초등학교(전학) → 용담초등학교
- 세광중학교
- 세광고등학교

## 수상·타이틀 경력
- 1990년 최다 타점 신기록(91타점)
- 1991년 홈런 신기록(35홈런), 최다 안타 신기록(160안타), 최초 세 자릿수 타점(114타점), 세 자릿수 득점(104득점) 돌파, 20-20클럽 달성, 전 구장 상대 홈런
- 1992년 최초 단일 시즌 40홈런 이상 기록, 최다 타점 신기록(119타점), 최다 득점 신기록(106득점)
- 1995년 제 2회 한일 슈퍼 게임(일본)
- 2011년 KBO 리그 30주년 레전드 올스타 (1루수)

## 에피소드
- 1999년 7월 10일 쌍방울전에서 그가 투수 김원형의 공을 타격해 김원형의 얼굴에 정통으로 맞았다. 김원형은 그 자리에 쓰러졌고, 공은 옆으로 흘렀다. 그는 1루가 아니라 김원형이 쓰러져 있는 마운드로 달려가 아웃됐다. 그 후로 김원형은 마운드에 있을 때 그가 타석에 들어서면 항상 모자를 벗어서 경의를 표했다.

## 주요 기록
| 기록           | 날짜         | 소속   | 구장 | 상대팀     | 상대 투수 | 경기수 | 타석수 | 달성 당시 나이   | 기타                                                                   | 각주 |
| -------------- | ------------ | ------ | ---- | ---------- | --------- | ------ | ------ | ---------------- | ---------------------------------------------------------------------- | ---- |
| 첫 출장        | 1987. 4. 14  | 빙그레 | 대전 | 해태       |           |        |        |                  |                                                                        |      |
| 첫 만루 홈런   | 1989. 8. 31  | 빙그레 | 대전 | 삼성       | 권영호    |        |        |                  |                                                                        |      |
| 최연소 100홈런 | 1991. 9. 14  | 빙그레 | 전주 | 쌍방울     | 김기완    |        |        | 23세 5개월 5일   | 역대 6번째                                                             |      |
| 600타점        | 1995. 6. 20  | 한화   | 대전 | 삼성       |           |        |        |                  | 역대 4번째                                                             |      |
| 1000경기 출장  | 1996. 4. 28. | 한화   | 대전 | 삼성       |           |        |        |                  | 역대 17번째                                                            |      |
| 200홈런        | 1996. 8. 20  | 한화   | 인천 | 현대       |           |        |        |                  | 역대 3번째                                                             |      |
| 1000안타       | 1996. 9. 10  | 한화   | 사직 | 롯데       |           | 1069   | 4134   | 28세 5개월       | 역대 13번째                                                            |      |
| 2000루타       | 1997. 8. 13  | 한화   | 대전 | 삼성       |           | 1160   |        | 29세 4개월 3일   | 역대 3번째                                                             |      |
| 2500루타       | 1999. 10. 1  | 한화   | 대전 | 해태       |           | 1437   |        | 31세 5개월 21일  | 역대 최초                                                              |      |
| 1500경기 출장  | 2000. 6. 14  | 한화   | 광주 | 해태       |           |        |        |                  | 역대 2번째                                                             |      |
| 1500안타       | 2000. 10. 1  | 한화   | 대전 | 롯데       |           | 1561   |        |                  | 역대 최초                                                              |      |
| 300홈런        | 2000. 10. 6  | 한화   | 대전 | 두산 (DH1) | 최용호    | 1565   |        | 32세 5개월 26일  | 역대 최초                                                              |      |
| 1000타점       | 2001. 4. 6   | 한화   | 대구 | 삼성       | 김진웅    | 1571   |        | 32세 11개월 26일 | 역대 최초                                                              |      |
| 900사사구      | 2001. 4. 15  | 한화   | 대전 | 두산       | 테일러    |        |        |                  | 역대 최초                                                              |      |
| 1600경기 출장  | 2001. 5. 10  | 한화   | 잠실 | 두산       |           |        |        |                  | 역대 2번째                                                             |      |
| 1700경기 출장  | 2002. 4. 17  | 한화   | 대전 | KIA        |           |        |        |                  | 역대 2번째                                                             |      |
| 3000루타       | 2002. 9. 24  | 한화   | 잠실 | LG         |           |        |        |                  | 역대 최초                                                              |      |
| 1000득점       | 2002. 10. 14 | 한화   | 문학 | SK         |           | 1787   |        | 34세 6개월 4일   | 역대 최초                                                              |      |
| 1950경기 출장  | 2005. 9. 15  | 한화   | 대전 | KIA        |           |        |        |                  | 은퇴 경기, 7번 지명타자 선발 출장 2타석 무안타, 마지막 타석 3루수 땅볼 |      |

### 1991년
| 기록             | 소속 팀 | 기간               | 총타점 | 주석 및 기타 |
| 11경기 연속 타점 | 빙그레  | 1991. 7. 21 - 8. 6 | 22     |              |

- 11월 10일: 한·일 슈퍼게임 5차전 나가라가와 구장 개장(1991년 4월 1일 개장) 이래 첫 장외 홈런(비거리 160M) / 기념비 건립

### 1999년
- 4월 22일: 청주 쌍방울전, 최다 득점 (769), 최다 루타 신기록 (2287)
- 5월 23일: 광주 해태전, 최다 홈런 신기록 (253개 / 기존, 삼성 이만수, 252개)
- 5월 31일: 대전 두산전, DH1 최다 2루타 신기록 (248개 / 기존, 해태 김성한 247개)
- 6월 6일: 인천 현대전, 최다 타점 신기록 (862)

### 2000년
- 4월 6일: 대전 현대전, 최다 안타 신기록 (1390)
- 4월 18일: 1400안타
- 4월 21일: 최다 타수 신기록 (4866)
- 5월 23일: 청주 삼성전, 13년 연속 두 자릿수 홈런 (1988년 이후, 프로 통산 첫 번째)
- 8월 2일: 대전 LG전, 900득점 (프로 통산 첫 번째)

### 2001년
- 6월 16일: 인천 SK전, 14년 연속 두 자릿수 홈런
- 9월 22일: 대구 삼성전, 1,600안타 (프로 통산 첫 번째)

### 2002년
- 4월 20일: 수원 현대전, 300 2루타 (프로 통산 첫 번째)
- 9월 22일: 대전 현대전, 15년 연속 두 자릿수 홈런 (프로 통산 첫 번째), 16년 연속 세 자릿수 루타 (프로 통산 첫 번째)

### 2003년
- 4월 19일: 대전 롯데전, 개인 통산 1,800경기 출장 (프로 통산 첫 번째)
- 5월 1일: 대전 기아전, 개인 통산 1,100타점 (프로 통산 첫 번째)
- 5월 3일: 대전 SK전, 개인 통산 1,700안타 (프로 통산 첫 번째)
- 5월 5일: 대전 SK전, 개인 통산 330홈런 (프로 통산 첫 번째)
- 5월 10일: 대전 현대전, 개인 통산 6,000타수 (프로 통산 첫 번째)

### 2004년
- 6월 9일: 부산 롯데전, 개인 통산 1900경기 출장 (프로 통산 첫 번째)

### 2005년
- 4월 6일 대전 두산전, 9회말 대타 홈런 (개인 통산 340홈런, 1771안타)
- 9월 15일 대전 KIA전, 은퇴 경기 (2타수 무안타 1삼진)

## CF
- 1991년 빙그레 요플러스
- 1992년 빙그레 더위사냥 (with 이의정)

## 통산 기록
| 연 도           | 소 속           | 나 이           | 출 장                                      | 타 석                                      | 타 수                                      | 득 점                                      | 안 타                                      | 2 루 타                                    | 3 루 타                                    | 홈 런                                      | 타 점                                      | 도 루                                      | 도 실                                      | 볼 넷                                      | 삼 진                                      | 타 율                                      | 출 루 율                                   | 장 타 율                                   | O P S                                      | 루 타                                      | 병 살 타                                   | 몸 맞                                      | 희 타                                      | 희 플                                      | 고 4                                       |
| --------------- | --------------- | --------------- | ------------------------------------------ | ------------------------------------------ | ------------------------------------------ | ------------------------------------------ | ------------------------------------------ | ------------------------------------------ | ------------------------------------------ | ------------------------------------------ | ------------------------------------------ | ------------------------------------------ | ------------------------------------------ | ------------------------------------------ | ------------------------------------------ | ------------------------------------------ | ------------------------------------------ | ------------------------------------------ | ------------------------------------------ | ------------------------------------------ | ------------------------------------------ | ------------------------------------------ | ------------------------------------------ | ------------------------------------------ | ------------------------------------------ |
| 1986            | 빙그레          | 19              | 1군 경기 없음(신고선수 및 연습생으로 입단) | 1군 경기 없음(신고선수 및 연습생으로 입단) | 1군 경기 없음(신고선수 및 연습생으로 입단) | 1군 경기 없음(신고선수 및 연습생으로 입단) | 1군 경기 없음(신고선수 및 연습생으로 입단) | 1군 경기 없음(신고선수 및 연습생으로 입단) | 1군 경기 없음(신고선수 및 연습생으로 입단) | 1군 경기 없음(신고선수 및 연습생으로 입단) | 1군 경기 없음(신고선수 및 연습생으로 입단) | 1군 경기 없음(신고선수 및 연습생으로 입단) | 1군 경기 없음(신고선수 및 연습생으로 입단) | 1군 경기 없음(신고선수 및 연습생으로 입단) | 1군 경기 없음(신고선수 및 연습생으로 입단) | 1군 경기 없음(신고선수 및 연습생으로 입단) | 1군 경기 없음(신고선수 및 연습생으로 입단) | 1군 경기 없음(신고선수 및 연습생으로 입단) | 1군 경기 없음(신고선수 및 연습생으로 입단) | 1군 경기 없음(신고선수 및 연습생으로 입단) | 1군 경기 없음(신고선수 및 연습생으로 입단) | 1군 경기 없음(신고선수 및 연습생으로 입단) | 1군 경기 없음(신고선수 및 연습생으로 입단) | 1군 경기 없음(신고선수 및 연습생으로 입단) | 1군 경기 없음(신고선수 및 연습생으로 입단) |
| 1987            | 빙그레          | 20              | 94                                         | 331                                        | 281                                        | 24                                         | 76                                         | 15                                         | 0                                          | 8                                          | 34                                         | 1                                          | 6                                          | 30                                         | 62                                         | .270                                       | .359                                       | .409                                       | .769                                       | 115                                        | 4                                          | 9                                          | 11                                         | 0                                          | 0                                          |
| 1988            | 빙그레          | 21              | 108                                        | 406                                        | 344                                        | 53                                         | 83                                         | 20                                         | 4                                          | 12                                         | 57                                         | 3                                          | 1                                          | 43                                         | 95                                         | .241                                       | .338                                       | .427                                       | .765                                       | 147                                        | 1                                          | 10                                         | 3                                          | 6                                          | 0                                          |
| 1989            | 빙그레          | 22              | 112                                        | 301                                        | 256                                        | 49                                         | 65                                         | 11                                         | 0                                          | 18                                         | 46                                         | 6                                          | 4                                          | 33                                         | 55                                         | .254                                       | .351                                       | .508                                       | .859                                       | 130                                        | 3                                          | 7                                          | 2                                          | 3                                          | 0                                          |
| 1990            | 빙그레          | 23              | 120                                        | 496                                        | 411                                        | 73                                         | 119                                        | 15                                         | 3                                          | 28                                         | 91                                         | 8                                          | 7                                          | 69                                         | 84                                         | .290                                       | .401                                       | .545                                       | .946                                       | 224                                        | 3                                          | 0                                          | 5                                          | 5                                          | 0                                          |
| 1991            | 빙그레          | 24              | 126                                        | 558                                        | 464                                        | 104                                        | 160                                        | 24                                         | 4                                          | 35                                         | 114                                        | 21                                         | 11                                         | 76                                         | 88                                         | .345                                       | .450                                       | .640                                       | 1.090                                      | 297                                        | 12                                         | 15                                         | 0                                          | 3                                          | 8                                          |
| 1992            | 빙그레          | 25              | 125                                        | 556                                        | 431                                        | 106                                        | 129                                        | 28                                         | 2                                          | 41                                         | 119                                        | 13                                         | 5                                          | 106                                        | 99                                         | .299                                       | .446                                       | .659                                       | 1.105                                      | 284                                        | 5                                          | 13                                         | 0                                          | 6                                          | 15                                         |
| 1993            | 빙그레          | 26              | 97                                         | 412                                        | 339                                        | 58                                         | 100                                        | 21                                         | 0                                          | 17                                         | 58                                         | 12                                         | 2                                          | 58                                         | 68                                         | .295                                       | .405                                       | .507                                       | .913                                       | 172                                        | 4                                          | 9                                          | 0                                          | 6                                          | 7                                          |
| 1994            | 한화            | 27              | 79                                         | 283                                        | 243                                        | 33                                         | 65                                         | 11                                         | 3                                          | 10                                         | 34                                         | 5                                          | 1                                          | 36                                         | 60                                         | .267                                       | .365                                       | .461                                       | .826                                       | 112                                        | 1                                          | 2                                          | 1                                          | 1                                          | 5                                          |
| 1995            | 한화            | 28              | 126                                        | 498                                        | 420                                        | 77                                         | 137                                        | 25                                         | 4                                          | 22                                         | 78                                         | 8                                          | 9                                          | 68                                         | 63                                         | .326                                       | .424                                       | .562                                       | .986                                       | 236                                        | 6                                          | 6                                          | 4                                          | 6                                          | 16                                         |
| 1996            | 한화            | 29              | 90                                         | 340                                        | 289                                        | 50                                         | 77                                         | 18                                         | 0                                          | 15                                         | 57                                         | 8                                          | 4                                          | 37                                         | 63                                         | .266                                       | .368                                       | .484                                       | .852                                       | 140                                        | 2                                          | 11                                         | 0                                          | 3                                          | 6                                          |
| 1997            | 한화            | 30              | 121                                        | 499                                        | 427                                        | 74                                         | 125                                        | 27                                         | 1                                          | 22                                         | 76                                         | 15                                         | 8                                          | 63                                         | 76                                         | .293                                       | .385                                       | .515                                       | .900                                       | 220                                        | 9                                          | 4                                          | 0                                          | 5                                          | 8                                          |
| 1998            | 한화            | 31              | 118                                        | 489                                        | 437                                        | 60                                         | 120                                        | 17                                         | 1                                          | 17                                         | 66                                         | 3                                          | 5                                          | 41                                         | 69                                         | .275                                       | .344                                       | .435                                       | .778                                       | 190                                        | 13                                         | 7                                          | 0                                          | 4                                          | 5                                          |
| 1999            | 한화            | 32              | 126                                        | 531                                        | 465                                        | 80                                         | 132                                        | 31                                         | 2                                          | 27                                         | 86                                         | 4                                          | 4                                          | 54                                         | 93                                         | .284                                       | .365                                       | .533                                       | .899                                       | 248                                        | 11                                         | 8                                          | 0                                          | 4                                          | 0                                          |
| 2000            | 한화            | 33              | 127                                        | 512                                        | 447                                        | 66                                         | 118                                        | 19                                         | 0                                          | 28                                         | 81                                         | 1                                          | 3                                          | 52                                         | 114                                        | .264                                       | .354                                       | .494                                       | .848                                       | 221                                        | 15                                         | 11                                         | 0                                          | 2                                          | 5                                          |
| 2001            | 한화            | 34              | 120                                        | 421                                        | 366                                        | 55                                         | 100                                        | 16                                         | 0                                          | 15                                         | 54                                         | 11                                         | 4                                          | 45                                         | 87                                         | .273                                       | .356                                       | .440                                       | .796                                       | 161                                        | 7                                          | 4                                          | 2                                          | 4                                          | 4                                          |
| 2002            | 한화            | 35              | 101                                        | 331                                        | 302                                        | 38                                         | 75                                         | 15                                         | 0                                          | 12                                         | 42                                         | 2                                          | 2                                          | 24                                         | 88                                         | .248                                       | .306                                       | .417                                       | .723                                       | 126                                        | 1                                          | 2                                          | 1                                          | 2                                          | 1                                          |
| 2003            | 한화            | 36              | 83                                         | 234                                        | 206                                        | 21                                         | 50                                         | 8                                          | 1                                          | 6                                          | 24                                         | 1                                          | 3                                          | 21                                         | 56                                         | .243                                       | .317                                       | .379                                       | .696                                       | 78                                         | 5                                          | 2                                          | 4                                          | 1                                          | 1                                          |
| 2004            | 한화            | 37              | 70                                         | 165                                        | 153                                        | 21                                         | 39                                         | 10                                         | 0                                          | 6                                          | 27                                         | 0                                          | 1                                          | 10                                         | 31                                         | .255                                       | .301                                       | .438                                       | .739                                       | 67                                         | 4                                          | 0                                          | 2                                          | 0                                          | 0                                          |
| 2005            | 한화            | 38              | 7                                          | 11                                         | 11                                         | 1                                          | 1                                          | 0                                          | 0                                          | 1                                          | 1                                          | 0                                          | 0                                          | 0                                          | 3                                          | .091                                       | .091                                       | .364                                       | .455                                       | 4                                          | 0                                          | 0                                          | 0                                          | 0                                          | 0                                          |
| KBO 통산 : 19년 | KBO 통산 : 19년 | KBO 통산 : 19년 | 1950                                       | 7374                                       | 6292                                       | 1043                                       | 1771                                       | 331                                        | 25                                         | 340                                        | 1145                                       | 122                                        | 80                                         | 866                                        | 1354                                       | .281                                       | .377                                       | .504                                       | .881                                       | 3172                                       | 110                                        | 131                                        | 26                                         | 59                                         | 86                                         |

- 시즌 기록 중 굵은 글씨는 해당 시즌 최고 기록